# Meloidogyne hapla

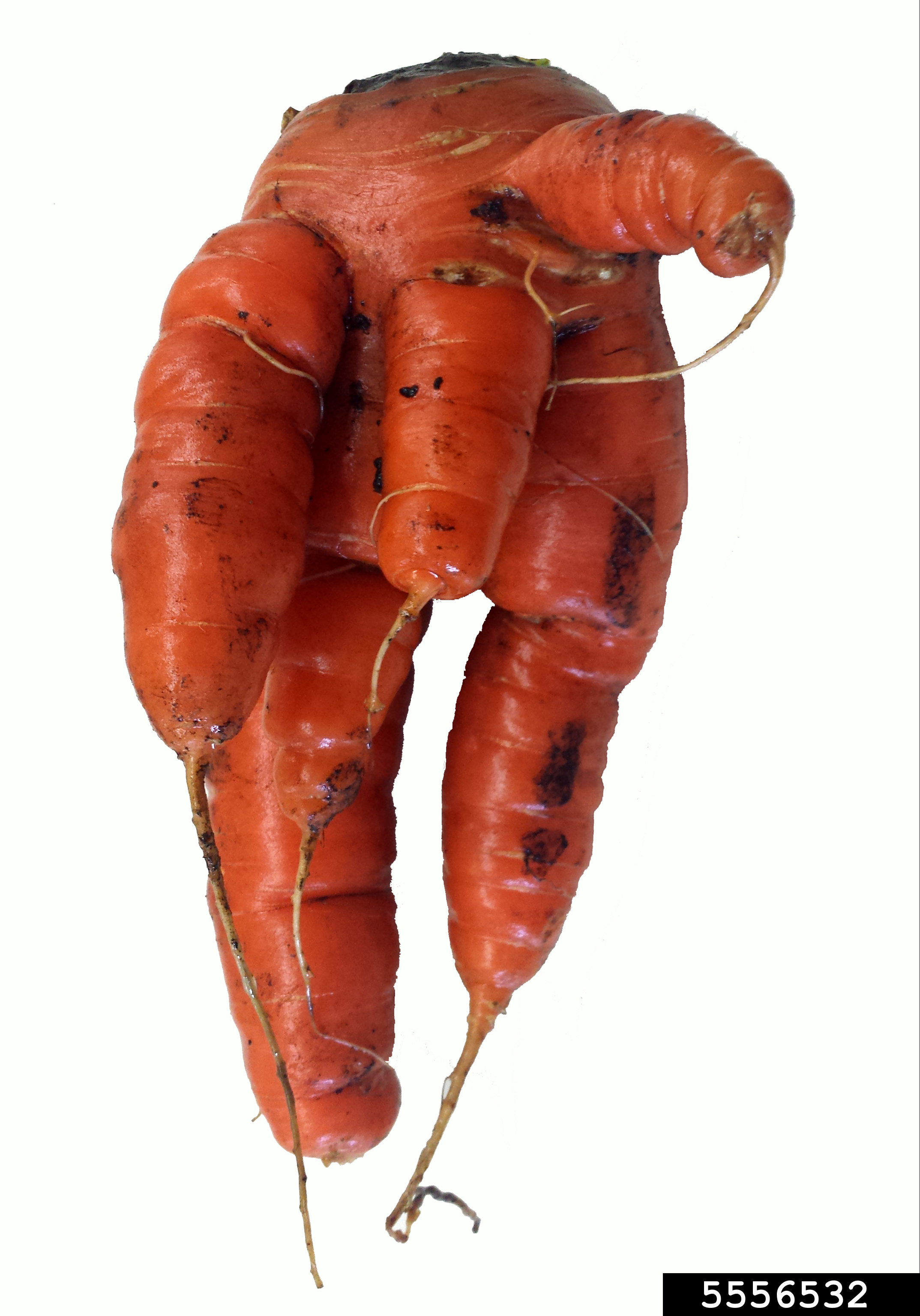
Morot angripen av rotgallnematod, dock syns ej galler på de många små sidorötter som brukar växa ut från huvudroten.

Meloidogyne hapla är en rundmaskart. Enligt Catalogue of Life ingår Meloidogyne hapla i släktet Meloidogyne och familjen Heteroderidae, men enligt Dyntaxa är tillhörigheten istället släktet Meloidogyne och familjen Meloidogynidae. Arten är reproducerande i Sverige. Inga underarter finns listade i Catalogue of Life.

## Bakgrund
Meloidogyne hapla, även kallad ”Northern root-knot nematode” på engelska, är en rotgallnematod. Detta är en väl utbredd nematod då den hittats i Europa, Amerika, Afrika, Asien och Oceanien. Rotgallnematoder klassas som parasitiska eller endoparasitiska växtskadegörare och de är generalister som har en bred variation av grödor och ogräs som de kan angripa. Meloidogyne hapla är den mest förekommande rotgallnematoden i Sverige, men år 2017 upptäcktes även för första gången M. chitwoodi och år 2018 M. fallax i Sverige, vilka båda klassas som karantänskadegörare.

## Förekomst och värdväxter
I Sverige är M. hapla vanligt förekommande i lätta jordar från söder upp till Västergötland och Östergötland. Men tester har även visat att den kan utvecklas över tid i Uppsalaområdet. Gynnsamma förhållanden för nematoden är en högre temperatur på sommaren och en längre vegetationsperiod. Detta skulle kunna bli fallet i framtiden vilket innebär större populationer av arten.
I Norden har M. hapla en till tre generationer per år beroende på klimatet och den lever i princip hela sitt liv i rötterna på värdväxten. Speciellt goda värdväxter för arten är rotfrukter och ärtväxter (ärtor, bönor, klöver m.fl.) men många andra kulturväxter och ogräs kan också utgöra bra värdväxter. Däremot är inte växter från gräsfamiljen lika bra.
Den största ekonomiska skadan görs på morötter men även palsternacka, rotselleri, sallat m.fl. skadas svårt vid angrepp. Skador på potatis och betor ses oftast som måttliga. Symptomen i fält uppträder ofta som fläckar med dålig tillväxt, där populationerna är som störst. Generella symptom på plantor med huvudrot (ex. morot, palsternacka) visar sig genom att huvudroten är kortare och förgrenad. Gallerna syns på de mindre rötterna och från dessa sitter ofta birötter.

## Bekämpning
För att förebygga angrepp bör man ta regelbundna jordprov. Toleransgränsen ligger vid några få juveniler per 250 g jord men man kan hålla nere skadebilden om man har två ogräsfria stråsädesgrödor innan sådd av känsliga grödor. Den viktigaste bekämpningsformen utgörs av en väl planerad växtföljd, för att missgynna miljön för närvarande eller kommande angrepp av M. hapla. Då M. hapla har många värdväxter bland annat många ärtväxter (vilka utgör dåliga förfrukter) blir ekologisk odling svårt att tillämpa. Vissa sorter har dock visat sig mindre mottagliga. Meloidogyne hapla kan även förekomma på vedartade växter som till exempel rosor och odling av vissa sorters Tagetes kan minska antalet. Om man har en liten rabatt kan man byta all jord och sätta friska plantor istället.Större vedartade växter som är mer etablerade påverkas mindre av nematoder, dock kan det även bero på populationens storlek.